# Буковниця (Остшешовський повіт)
Буковниця (пол. Bukownica) — село в Польщі, у гміні Ґрабув-над-Просною Остшешовського повіту Великопольського воєводства.
Населення — 810 осіб (2011).
У 1975-1998 роках село належало до Каліського воєводства.

## Демографія
Демографічна структура станом на 31 березня 2011 року:
|          | Загалом | Допрацездатний вік | Працездатний вік | Постпрацездатний вік |
| -------- | ------- | ------------------ | ---------------- | -------------------- |
| Чоловіки | 382     | 69                 | 278              | 35                   |
| Жінки    | 428     | 89                 | 247              | 92                   |
| Разом    | 810     | 158                | 525              | 127                  |